# Elena Alférez
Elena Alférez (España, 13 de diciembre de 1988) es una actriz española conocida en la pequeña pantalla principalmente por su papel como Vicky en Chiringuito de Pepe y Casiana Arrea en Olmos y Robles.

## Biografía
Elena está licenciada en Bellas Artes por la Universidad de Salamanca. Además, ha estudiado interpretación en distintas escuelas como el Atlantic Acting School de Nueva York y la Escuela Cristina Rota de Madrid. Además, también ha recibido diversos talleres de interpretación.
En el teatro ha participado en obras como El lazarillo de Tormes dirigida por Alejandro Arestegui, Amores Minúsculos dirigida por Iñaki Nieto y más recientemente Mejor dirección novel dirigida por Jota Linares.
Su única incursión en el cine fue en 2014, donde se puso en la piel de Mariela en la película La cosecha del director Roberto Santiago.
Su gran oportunidad le llegó en enero de 2016 cuando se incorporó al elenco de la segunda temporada de la serie cómica de Telecinco El chiringuito de Pepe, donde interpretó a Vicky, sobrina de Mariana (Blanca Portillo).
Ese mismo año también se unió al reparto de la segunda temporada de la serie de Televisión española Olmos y Robles donde interpreta a Casiana Arrea, una guardia civil acabada de salir de la academia que es destinada al cuartel de Ezcaray, pueblo donde está ambientada la serie.

## Vida personal
Elena habla tres idiomas, el español,inglés e italiano.

## Filmografía
Televisión
| Series de televisión | Series de televisión | Series de televisión            | Series de televisión | Series de televisión    |
| Año                  | Título               | Papel                           | Cadena               | Notas                   |
| -------------------- | -------------------- | ------------------------------- | -------------------- | ----------------------- |
| 2014                 | Aída                 | Inspectora de hacienda          | Telecinco            | 1 episodio              |
| 2015                 | Olmos y Robles       | Maite                           | La 1                 | 1 episodio              |
| 2016                 | Chiringuito de Pepe  | Victoria "Vicky" Masianet Lucio | Telecinco            | 13 episodios            |
| 2016                 | Olmos y Robles       | Casiana Arrea                   | La 1                 | 8 episodios             |
| 2017                 | Si fueras tú         | Secretaría Instituto            | Playz                | 2 episodios (Serie web) |
| 2019-2020            | El pueblo            | Verónica                        | Prime Video          | 3 episodios             |
| 2020                 | Vamos Juan           | Enfermera                       | TNT                  | 1 episodio              |
| 2020                 | White Lines          | Enfermera                       | Netflix              | 1 episodio              |

| Programas de Televisión | Programas de Televisión | Programas de Televisión | Programas de Televisión | Programas de Televisión |
| Año                     | Título                  | Papel                   | Cadena                  | Notas                   |
| ----------------------- | ----------------------- | ----------------------- | ----------------------- | ----------------------- |
| 2019                    | Hoy no, mañana          | Varios personajes       | TVE                     | 6 programas             |

Cine
| Películas | Películas        | Películas            | Películas                                             | Películas |
| Año       | Título           | Papel                | Notas                                                 |           |
| --------- | ---------------- | -------------------- | ----------------------------------------------------- | --------- |
| 2010      | Campamento Flipy | La loca de la cocina | Junto a Flipy, Pablo Carbonell, entre otros...        |           |
| 2014      | La cosecha       | Mariela              | Junto a Mariano Estudillo, Fran Antón, entre otros... |           |